# 파이어스톤

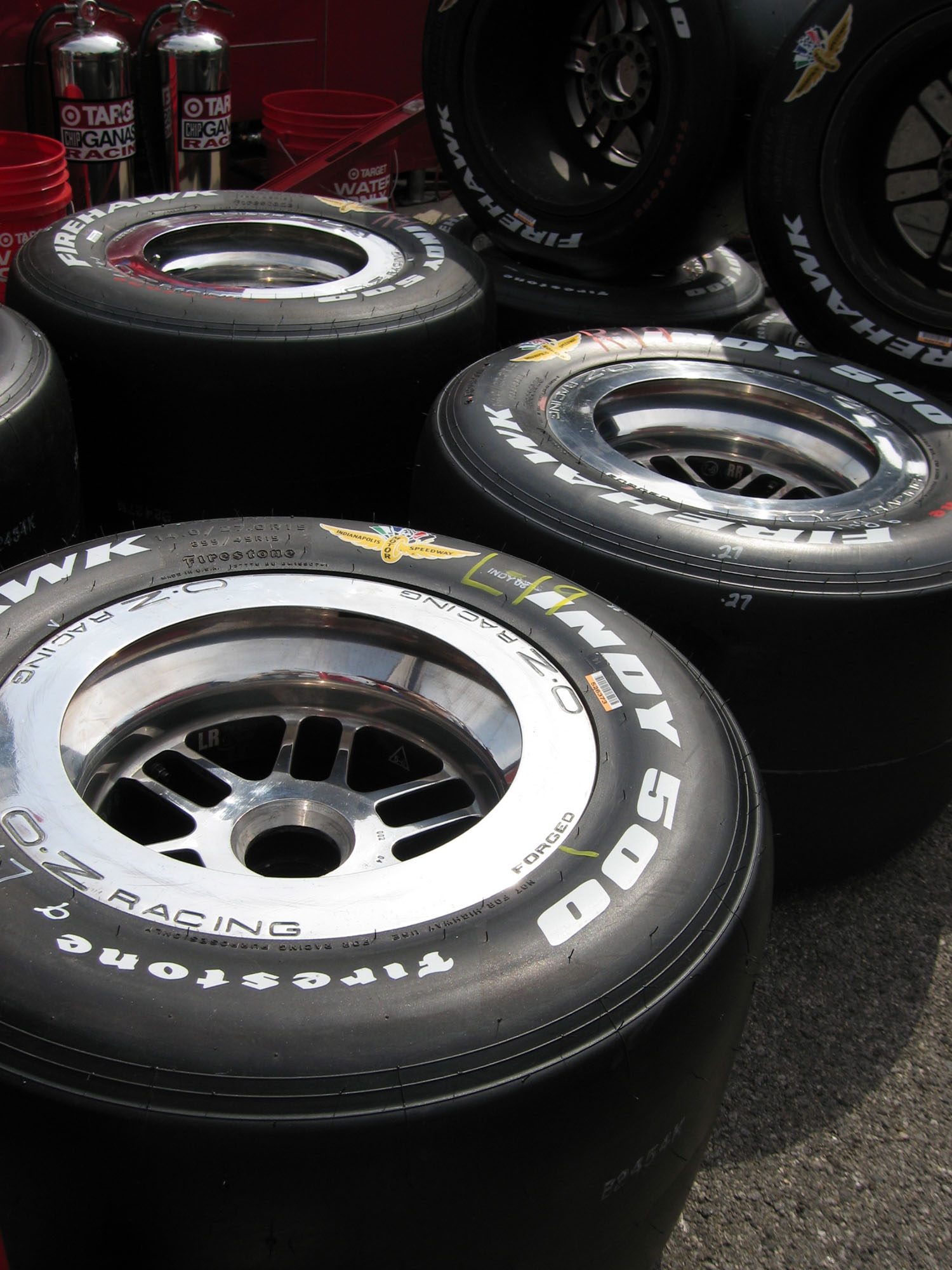
인디애나폴리스 500에 사용된 파이어스톤 타이어

파이어스톤(Firestone Tire and Rubber Company)은 미국 테네시주 내쉬빌에 본사를 둔 타이어 제조 회사이다.

## 역사
1900년 8월 3일에 미국 오하이오주 애크런에서 처음 설립되었으며, 1988년에 일본의 타이어 제조 회사인 브리지스톤에 편입되었다.

## 같이 보기
- 하비 새뮤얼 파이어스톤
- 브리지스톤